# Dorsum Azara
Das Dorsum Azara ist ein Dorsum auf dem Erdmond. Es durchmisst ungefähr 105 km und liegt bei 26° 42' N / 19° 12' O. Es wurde 1976 nach dem spanischen Geowissenschaftler Félix de Azara (1746–1821) benannt. 